# میخایلو ملنیک
میخایلو ملنیک (اوکراینی: Миха́йло Спиридо́нович Ме́льник؛ ۱۴ مارس ۱۹۴۴ – ۱۰ مارس ۱۹۷۹) تاریخ‌نگار، شاعر، فعال حقوق بشر اهل Ukrainian بود.
همچنین برندهٔ جوایزی همچون نشان برای شجاعت شده‌است.